# Estación de Stamford Hill

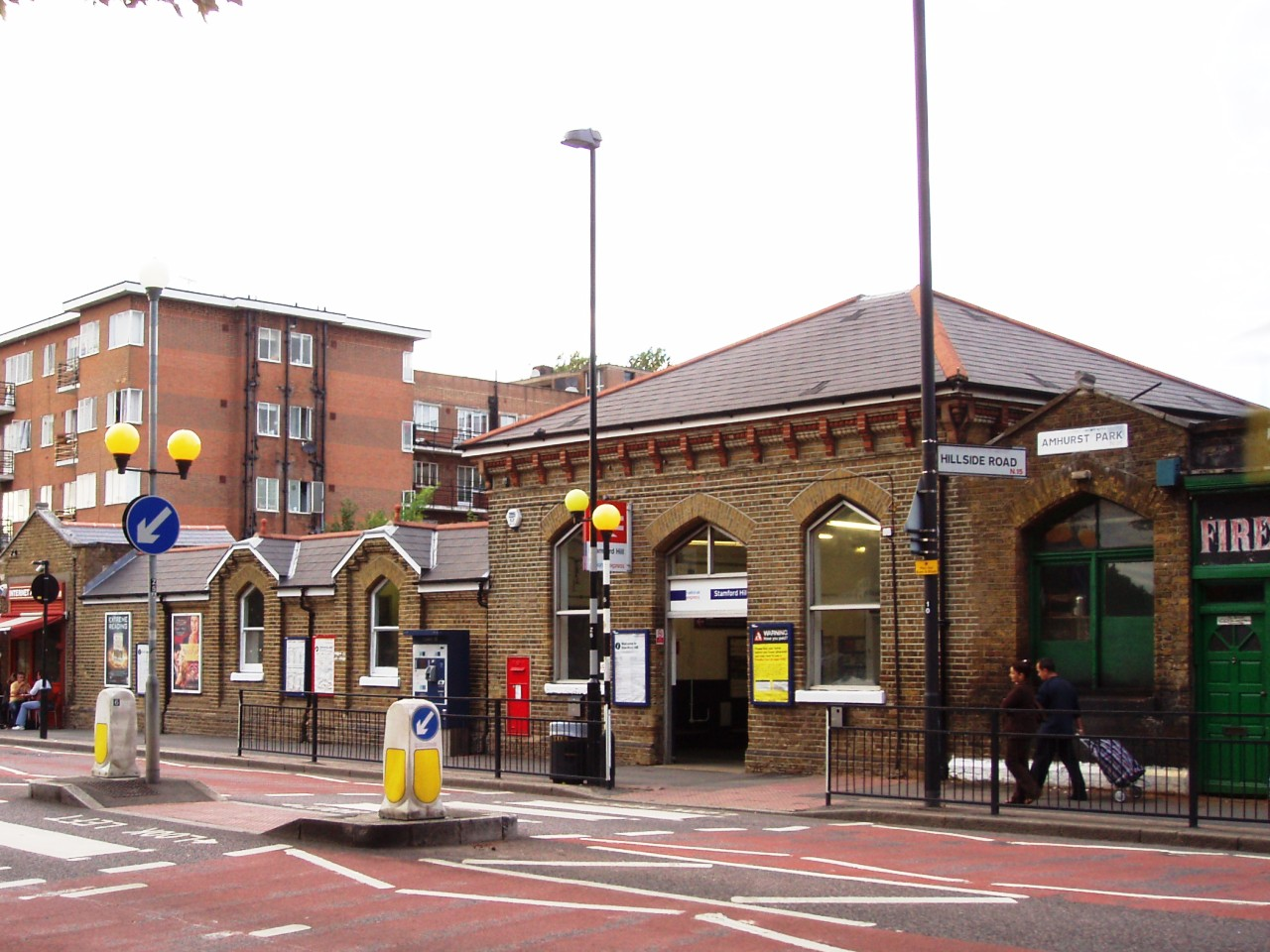
Estación de Stamford Hill

Stamford Hill es una estación de Londres Overground en las líneas de Lea Valley Lines, sirviendo el área de Stamford Hill que se extiende a ambos lados de los municipios de Hackney y Haringey en el norte de Londres. Es 5 millas 3 cadenas (8,1 km) de línea descendente desde Londres Liverpool Street y está situado entre Stoke Newington y Seven Sisters. Su código de estación de tres letras es SMH y se encuentra en la zona 3 de Travelcard.
El vestíbulo de entrada a la estación de Amhurst Park se encuentra en Hackney, pero el área de andenes está en el municipio de Haringey. La estación se encuentra en la sucursal de Seven Sisters de las Líneas Lea Valley, con trenes que salen de la calle Liverpool hasta Cheshunt o Enfield Town.

## Servicios
Los trenes son operados por London Overground.
El patrón típico de servicio fuera del horario pico de Bruce Grove es:
- 4 trenes por hora (tph) a la calle Liverpool;
- 2 tph a Cheshunt;
- 2 tph a Enfield Town.

## Conexiones
Los autobuses de Londres rutas 253 y 254 y la ruta nocturna N253 sirven a la estación.